# Нагорне (Клинський район)
Нагорне — село у складі міського поселення Клин Клинського району Московської області Російської Федерації.

## Розташування
Село Нагорне входить до складу міського поселення Клин. Найближчі населені пункти Давидково, Покров. Найближча залізнична станція Клин.

## Населення
Станом на 2010 рік у селі проживало 68 людей